# Язевка (приток Камы)
Язевка — река в России, протекает в Гайнском районе Пермского края. Устье реки находится в 1172 км по левому берегу реки Кама. Длина реки составляет 16 км.
Исток реки в лесах в 12 км к северо-востоку от посёлка Гайны. Река течёт на юго-запад, в среднем течении протекает обширное болото, где теряет русло, превращаясь в сеть мелиоративных канав. Вскоре после выхода из болота впадает в боковую старицу Камы Ирты напротив посёлка Харино.

## Данные водного реестра
По данным государственного водного реестра России относится к Камскому бассейновому округу, водохозяйственный участок реки — Кама от истока до водомерного поста у села Бондюг, речной подбассейн реки — бассейны притоков Камы до впадения Белой. Речной бассейн реки — Кама.
По данным геоинформационной системы водохозяйственного районирования территории РФ, подготовленной Федеральным агентством водных ресурсов:
- Код водного объекта в государственном водном реестре — 10010100112111100002270
- Код по гидрологической изученности (ГИ) — 111100227
- Код бассейна — 10.01.01.001
- Номер тома по ГИ — 11
- Выпуск по ГИ — 1